# Брун, Фридерика
Фридерика София Христина Брун (дат. Sophie Christiane Friederike Brun) (3 июня 1765, Тонна, Саксония — 25 марта 1835, Копенгаген) — немецкая писательница, путешественница, дочь Бальтазара Мюнтера.

## Биография

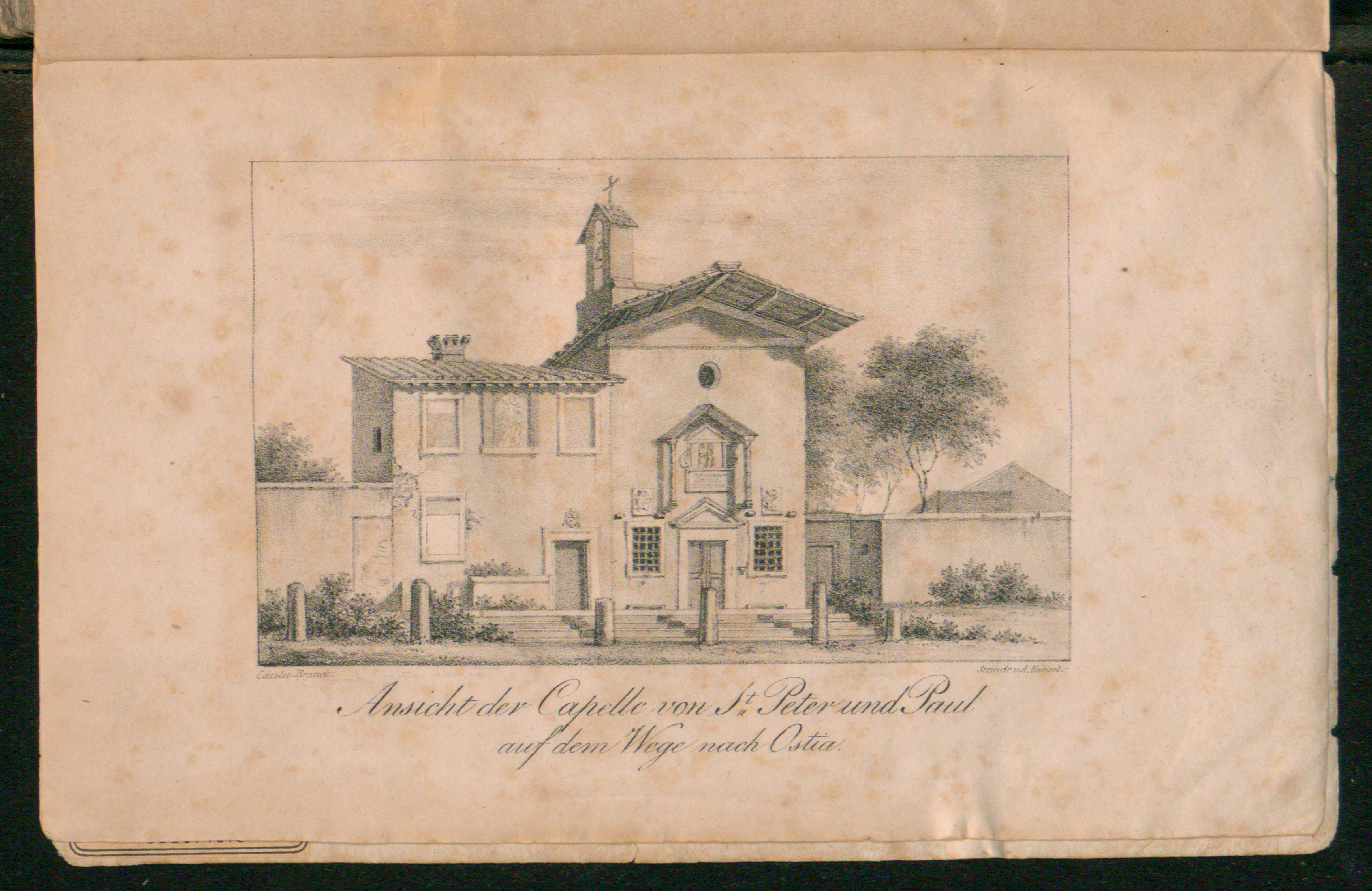
Römisches Leben, 1833

Фридерика Брун родилась в 1765 году в герцогстве Гота. В 1791 году совершила путешествие по Южной Европе, в 1795 — по Италии; оба путешествия описала в «Prosaische Schriften» (4 т., Цюрих, 1799—1801). В 1801 году совершиля вояж по Швейцарии и долгое время прожила в Коппе у Неккера и его дочери Мадам де Сталь и затем возвратилась в Рим; это путешествие она описала в первых двух томах своих «Episoden» (т. 1 и 2, Цюрих, 1807—1809; т. 3 и 4, Мюнхен и Гейдельберг, 1816—1818); пребывание же в Риме — в «Römisches Leben» (2 т., Лейпциг, 1833).
Ещё раз она путешествовала по Италии в 1806 г.; в 1809 г. была очевидцем событий в Риме, предшествовавших и последовавших за пленением папы Пия VII; впечатления этих событий она описала в «Письмах из Рима» к брату, епископу зееландскому; эти письма изданы Бёттигером (Дрезден, 1816; новое издание 1820);
Последние свои путешествия Фридерика Брун описала в 3-м и 4-м т. «Эпизодов». Первые её «Gedichte» были изданы Маттиссоном (Цюрих, 1795, 4-е издание, 1806); позже она написала «Neue Gedichte» (Дармштадт, 1812) и «Neueste Gedichte» (Бонн, 1820). Свою юность она описала в «Wahrhe it aus Morgenträumen und Idas ä sthetische Entwickelung» (Aapay, 1824).
Фридерика София Христина Брун умерла в 1835 году в городе Копенгагене.